# Gottenhouse
Gottenhouse település Franciaországban, Bas-Rhin megyében. Lakosainak száma 369 fő (2022. január 1.). Gottenhouse Haegen, Marmoutier, Otterswiller és Saverne községekkel határos.

## Népesség
A település népességének változása:
| Lakosok száma | 393  | 388  | 397  | 384  | 382  | 380  | 376  | 373  | 369  |
|               | 2013 | 2015 | 2016 | 2017 | 2018 | 2019 | 2020 | 2021 | 2022 |